# Georg Bilkenroth
Georg Bilkenroth (* 24. Februar 1898 in Osendorf, heute Halle; † 20. April 1982) war ein deutscher Bergingenieur und Mitglied der Akademie der Wissenschaften der DDR.

## Leben

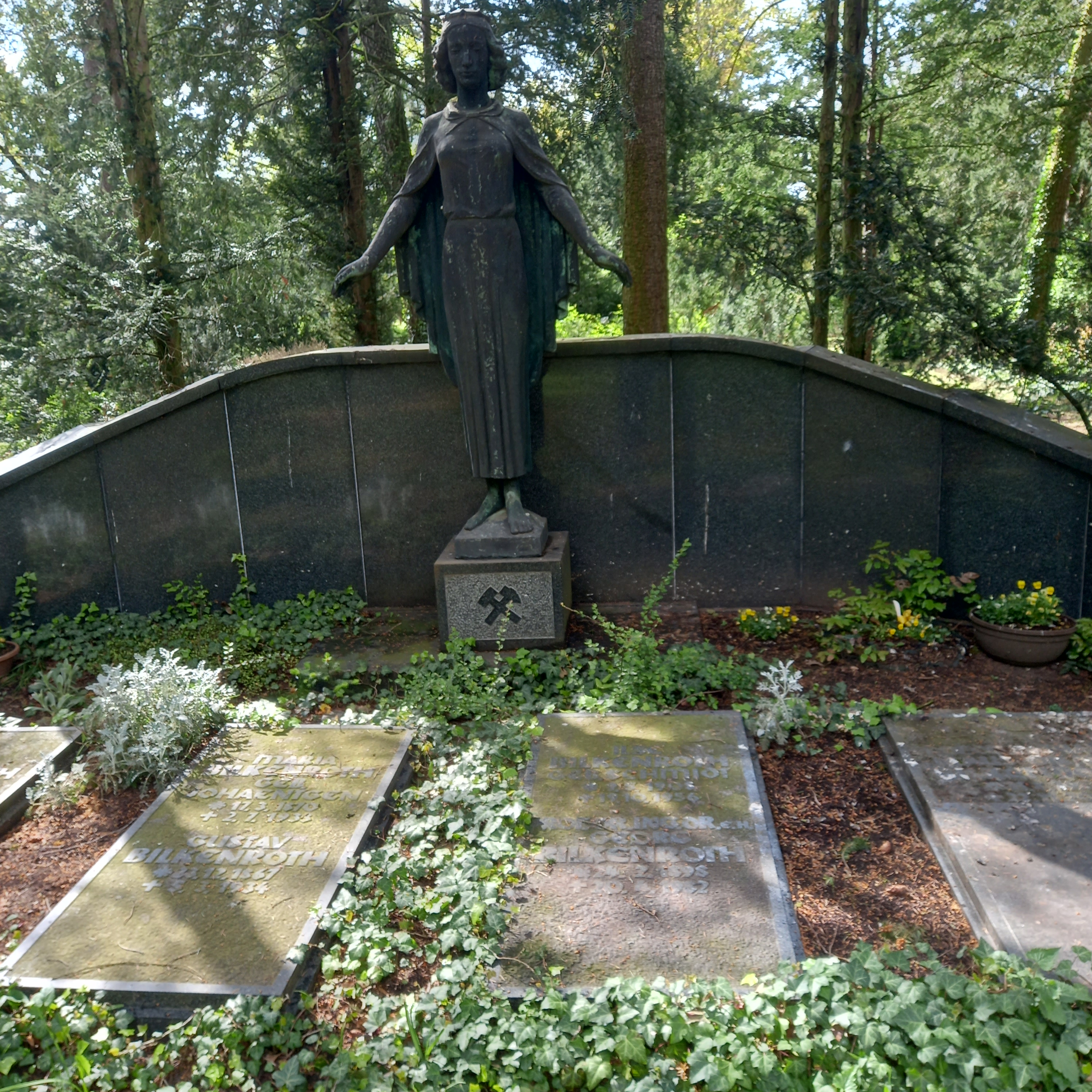
Das Grab von Georg Bilkenroth und seiner Ehefrau Ilse geborene Schmidt auf dem Südfriedhof (Halle)

Bilkenroth studierte 1919 bis 1923 an der Bergakademie Clausthal. Er war ab 1923 Betriebsassistent und ab 1935 Werksdirektor der Braunkohlengrube Kraft II in Deutzen. Am 1. Juli 1937 beantragte er die Aufnahme in die NSDAP und wurde rückwirkend zum 1. Mai desselben Jahres aufgenommen (Mitgliedsnummer 4.322.628). 1940 wurde er technischer Leiter der Braunkohlenwerke Salzdetfurth AG in Berlin. 1942 wurde er von der Bergakademie Freiberg zum Dr.-Ing. promoviert (Preßdruck und Preßdruckmessungen bei der Braunkohlenbrikettierung).
Bilkenroth wurde Mitte 1945 vom sowjetischen NKWD verhaftet und zunächst im Amtsgericht Borna festgehalten. Am 5. Dezember 1945 wurde er dann ins sowjetische Speziallager Nr. 1 Mühlberg transportiert. Mitte 1946 wurde er zu einem Kriegsgefangenen erklärt und in ein Lager in der Sowjetunion deportiert. Im Dezember 1947 kehrte er zu seiner Familie zurück, die inzwischen in Halle an der Saale wohnte.
Als Technischer Direktor des VEB Projektierungs- und Konstruktionsbüro Kohle war er wesentlich an der Entwicklung der Braunkohlenindustrie der DDR beteiligt. Zusammen mit Erich Rammler entwickelte er nach 1949 an der Bergakademie Freiberg die Technologie der Braunkohlenhochtemperaturvergasung zur Herstellung von Braunkohlenhochtemperaturkoks, eine wissenschaftliche Leistung, für die beide im Jahr 1951 mit dem Nationalpreis der DDR gewürdigt wurde. 1955 wurde er zum Ordentlichen Mitglied der damaligen Deutschen Akademie der Wissenschaften zu Berlin gewählt. 1957 wurde Bilkenroth stellvertretender Vorsitzender des Forschungsrates der DDR. 1958 wurde er Vorsitzender des Internationalen Büros für Gebirgsmechanik. 1978 erhielt er den Ehrentitel Hervorragender Wissenschaftler des Volkes.
Er ist der Vater von Klaus-Dieter Bilkenroth, der ebenfalls im Braunkohlentagebau tätig war.

## Ehrungen und Auszeichnungen
- 1951: Nationalpreis der DDR I. Klasse für Wissenschaft und Technik
- 1955: Aufnahme in die Deutsche Akademie der Wissenschaften zu Berlin
- 1958: Ehrendoktor der Bergakademie Freiberg
- 1959: Verdienter Bergmann der Deutschen Demokratischen Republik
- 1978: Hervorragender Wissenschaftler des Volkes

## Eigene Werke
- Die persönlichen Beziehungen zwischen Georg Bilkenroth und Erich Rammler. In: Ein Leben für die Braunkohle. TU Bergakademie Freiberg, 2001, S. 27–36.